# Coulson-B
Coulson-B is een Brits historisch merk van motorfietsen.
De bedrijfsnaam was: F. Aslett Coulson Engineering Co. (Prop. Flightcraft Ltd), Albion Works, later F.A. Coulson, London, A.W. Wall, Birmingham en H.R. Backhouse & Co. Ltd., Tyseley, Birmingham.
F. Aslett Coulson was eerst directeur van Wooler Engineering Co. geweest, maar begon in 1919 zijn eigen bedrijf.
De eerste Coulson-B verscheen in november van dat jaar. De machine had al achtervering, een zeldzaamheid in die tijd. De vering werd verzorgd door een omgekeerde halve bladveer die aan de onderkant van het frame was bevestigd. Verder was het een voor die periode normale motorfiets met een 349cc-Blackburne zijklepmotor, een Jardine-tweeversnellingsbak en chain-cum-belt drive. Deze machine werd al snel geschikt gemaakt voor andere inbouwmotoren, zoals een 545cc-Blackburne met een Sturmey-Archer-versnellingsbak, die ook als sportmodel zonder versnellingen en met riemaandrijving leverbaar was. Ook kwam er een tweetaktmodel met een 292cc-Union-blok.
In 1920 nam een Coulson-B zijspancombinatie deel aan de London to Edinburgh Run om de betrouwbaarheid aan te tonen. De machine voltooide de hele afstand zonder de motor af te zetten. Ook werd er een rit van 40 kilometer gemaakt zonder achterband, om de betrouwbaarheid van de achtervering aan te tonen.
In 1921 kwam het merk in financiële problemen en werd het verkocht aan A.W. Wall, die echter het tij niet meer kon keren en in 1922 de productie staakte. In deze periode werden inbouwmotoren van Blackburne, JAP en Liberty gebruikt.
In 1923 maakte Coulson een herstart onder de naam New Coulson. Dat gebeurde toen H.R. Backhouse eind 1922 de bouw van de Coulson-B over nam. Er werden toen nog twee jaar 269cc-tweetaktmotoren van Liberty en 346- en 498cc-Blackburne- en Bradshaw-viertakten ingebouwd.